# Massacre des Chutes d'Ywahoo
Le massacre des Chutes d'Ywahoo (ou Great Cherokee Children Massacre) est un événement qui se produisit le 10 août 1810 aux États-Unis, lorsque des colons massacrèrent des femmes et des enfants Cherokees, afin de prendre leurs terres.